# Mark Takano
Mark Allan Takano (Riverside, Kalifornia, 1960. december 10. –) amerikai demokrata politikus, 2013 és 2022 között Kalifornia állam 41., 2023 óta 39. választókerületének képviselője az Egyesült Államok képviselőházában.

## Életpályája
Takano 1960-ban született Riverside-ban, a második világháború idején szüleit és nagyszüleit koncentrációs táborba zárták, ezután telepedtek le Riverside megyében. Gimnáziumba a La Sierra High Schoolba járt, ahol évfolyamelsőként végzett 1979-ben. Alapfokozatú diplomáját a Harvard Egyetemen, politikatudomány szakon 1983-ban, mesterdiplomáját pedig a Riverside-i Kaliforniai Egyetemen, 2010-ben, kreatív írás szakon szerezte. Amíg a Harvardon tanult, egy étteremben dolgozott, tanulmányainak elvégzése után pedig visszatért Riverside-ba, és miután megszerezte pedagógusi képesítését, 1988-ban tanárként kezdett dolgozni, angolt és társadalomtudományt tanított. 1990-ben Takanót beválasztották Riverside városának közösségi főiskola-körzetének kuratóriumába, ahol elnökként is szolgált.
1992-ben és 1994-ben sikertelenül indult a Riverside-ot magába foglaló kongresszusi képviselőségért, mindkét alkalommal Ken Calvert ellen vesztett. 
2012-ben indult újra politikai pozícióért, az újonnan létrehozott 41-es körzetben legyőzte a republikánus John Tavaglione-t, megszerezve a szavazatok 59 százalékát. Ezzel a győzelemmel Takano lett az első színesbőrű LMBTQ személy a kongresszusban. Azóta ötször választották újra, 2014-ben, 2016-ban, 2018-ban, 2020-ban és 2022-ben.

## Politikája
Takano tagja a veteránokkal kapcsolatos, valamint az oktatással és a munkaerővel foglalkozó bizottságoknak a kongresszusban. 
Takano ideológiája progresszív, tagja a Kongresszusi Progresszív Kaukusznak, ahol irányelvi alelnökként szolgál. Kampánya szerint támogatja az állami oktatás reformját, a klímaváltozás megállítását, az egészségügy elérhetőbbé tételét, a lakhatás biztosítását, valamint a nyugdíjasok, nők és veteránok jogainak védelmét.